# Xylopriona indica
Xylopriona indica är en tvåvingeart som beskrevs av Sharma och Rao 1979. Xylopriona indica ingår i släktet Xylopriona och familjen gallmyggor. Inga underarter finns listade i Catalogue of Life.